# Hermann Berghaus
Pour les articles homonymes, voir Berghaus (homonymie).
Hermann Berghaus (Herford, 16 novembre 1828-Gotha, 3 décembre 1890) est un géographe et cartographe prussien.

## Biographie
Fils d'un pasteur et neveu d'Heinrich Berghaus, il fait ses études à Herford et Halle et est remarqué pour ses talents de dessinateur. Il apprend la cartographie à la Geographische Kunstschule fondée par son oncle à Potsdam (1842-1845). Il entre ensuite à l'Institut géographique Justus Perthes à Gotha, où il fera toute sa carrière.
Devenu aveugle (1888), il meurt le 3 décembre 1890 à Gotha.

## Œuvres
On lui doit de nombreuses cartes dont une du monde (1863) qui fut rééditée onze fois et une Physikalische Wandkarte von Afrika (carte physique murale de l'Afrique) en 1881.
En 1886, il participe à la révision du Physikalischer Atlas de son oncle.
- Allgemeine Weltkarte in Mercators Projektion, 1859
- Strassenkarte der Alpen und des nördlichen Apennin, 1859
- Karte des Ötztaler Gletschergebiets, 1861
- Allgemeine Weltkarte in Mercators Projektion, 1869
- Sixième édition de l'Atlas pratique de Stieler, 1871-1875
- Physikalische Karte der Erde, 1874
- Physikalische Wandkarte von Europa, 1875
- Karte der Alpen, 1878
- Physikalische Wandkarte von Afrika, 1881
- Chart of the world, 1881-1882
- Rias von Solia und Marron, 1886
- Lidi und Lagunen von Venedig, 1886
- Neuland am Golf von Tunis, 1886
- Mittlere Tiefe der Minima (avec Julius von Hann), 1887
- Singapur-Strasse, 1888
- Hafen von New York, 1888
- Gebiet des Regenflusses Wadi Igharghar, 1890
- Barre und Marigots des Senegal, 1890
- Atlas der Hydrographie, 1891
- Berghaus'Physikalischer Atlas. Dritte Ausgabe, 1892

## Distinctions
- Docteur Honoris Causa de l'Université de Königsberg (1868)
- Médaille d'or pour l'ensemble de ses travaux de la Kartographenkongress de Venise (1881)

## Galerie

Die Herzogthümer Kärnthen und Krain, die Grafschaft Görz & Gradisca, die Markgrafschaft Istrien und die reichsunmittelbare Stadt Triest, 1863
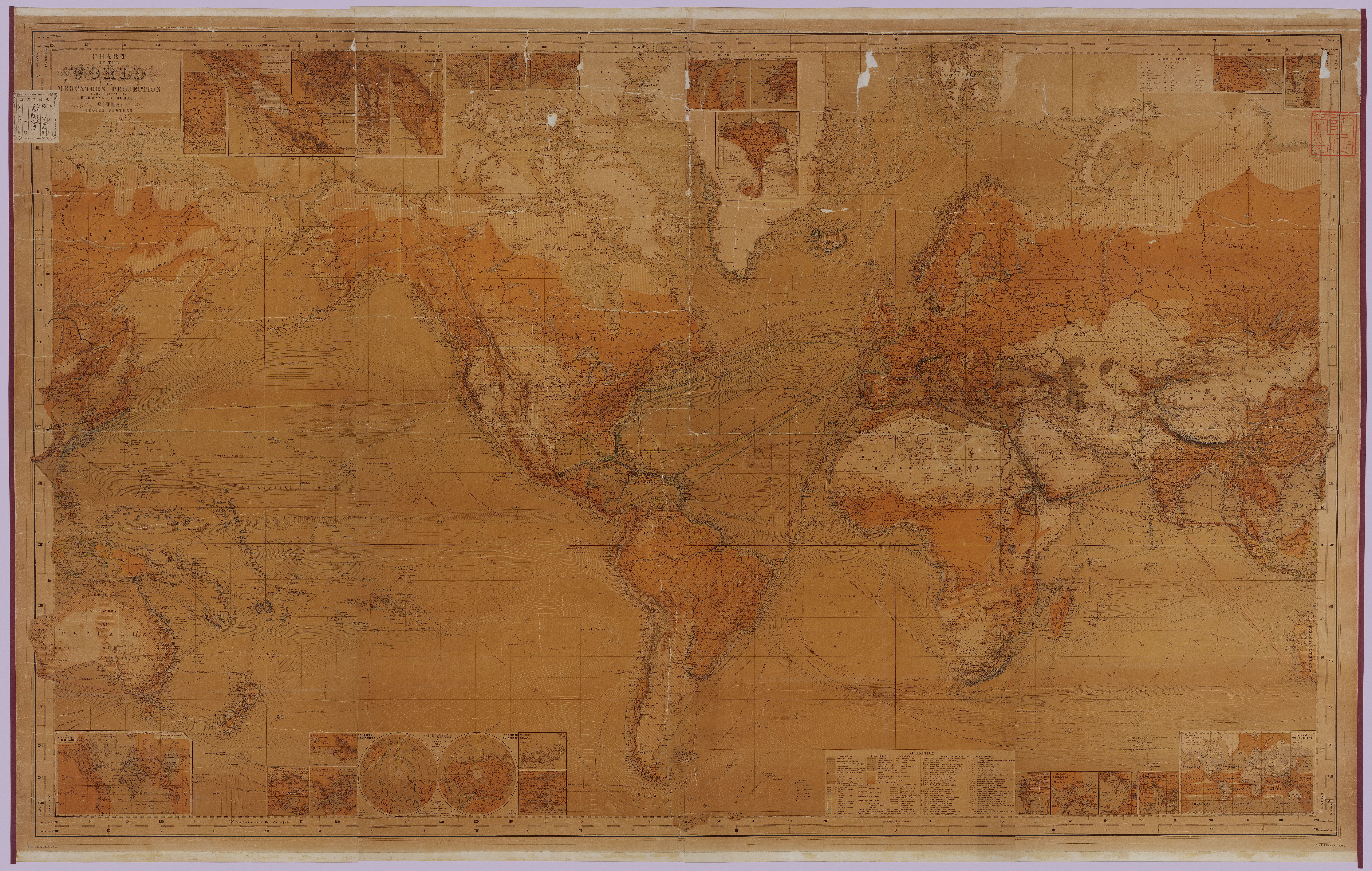
Chart of the world on Mercator's projection, 1871
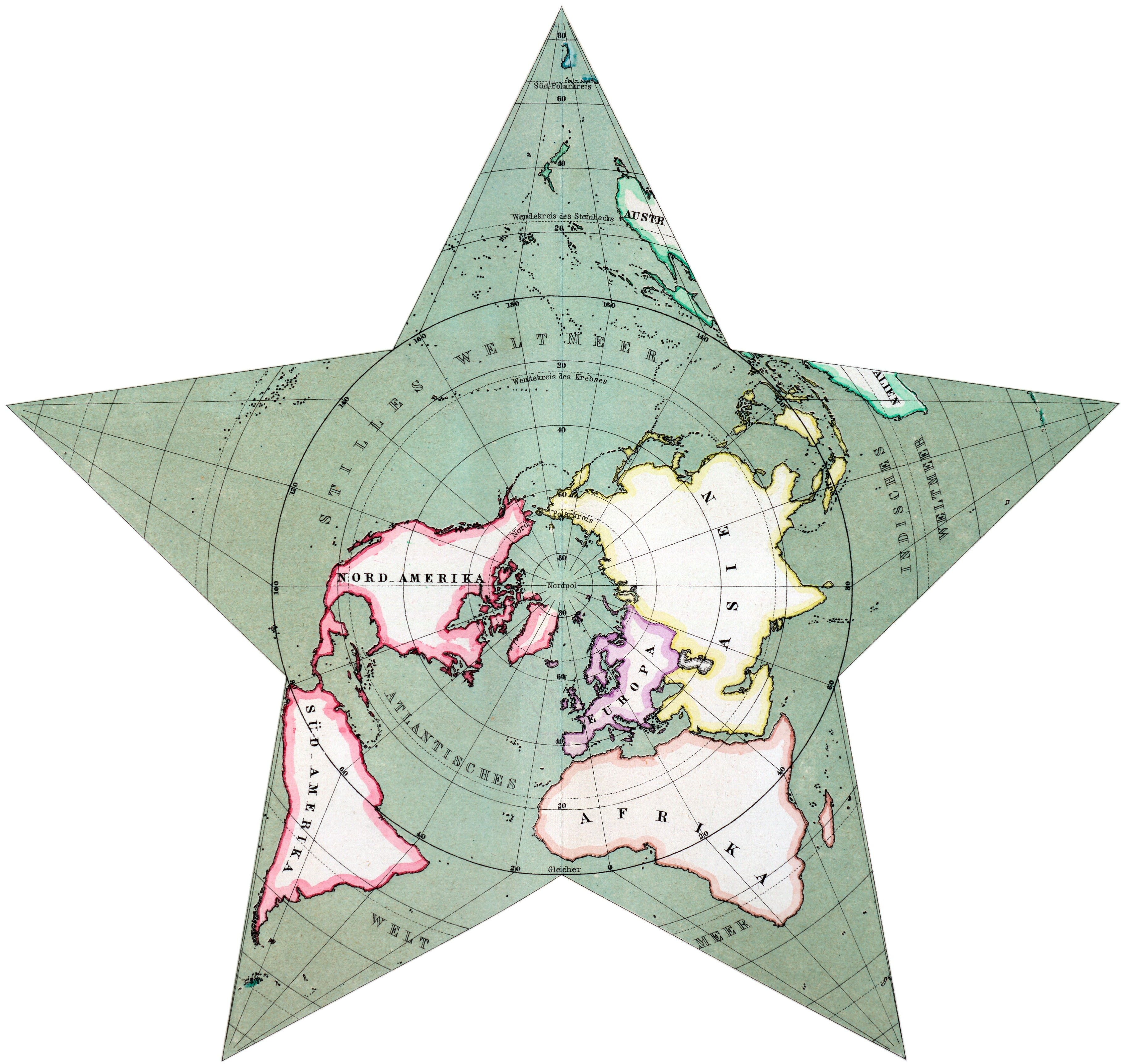
Map of the World in star projection, 1880
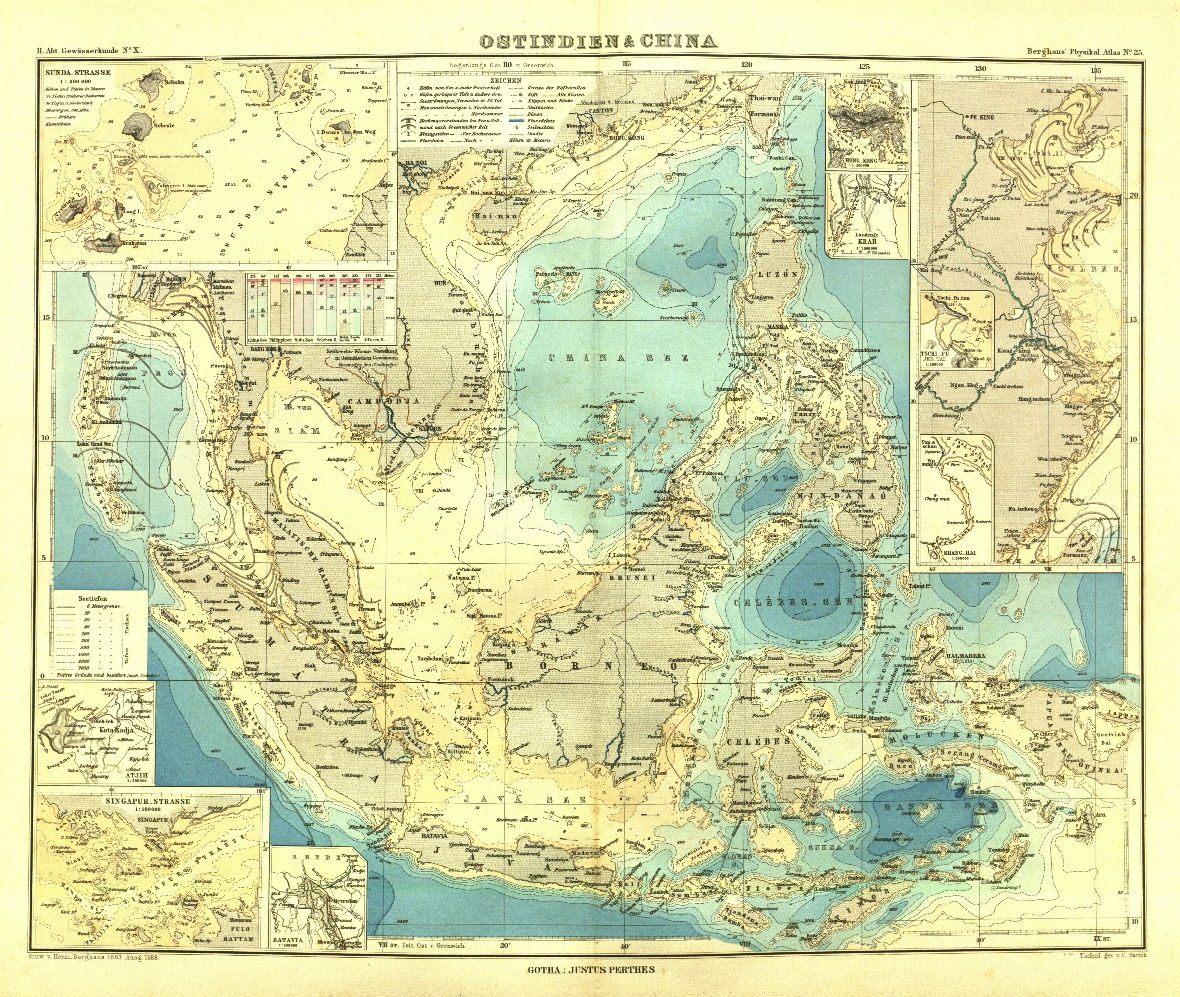
Ostindien & China pour l'Atlas der Hydrographie, 1891
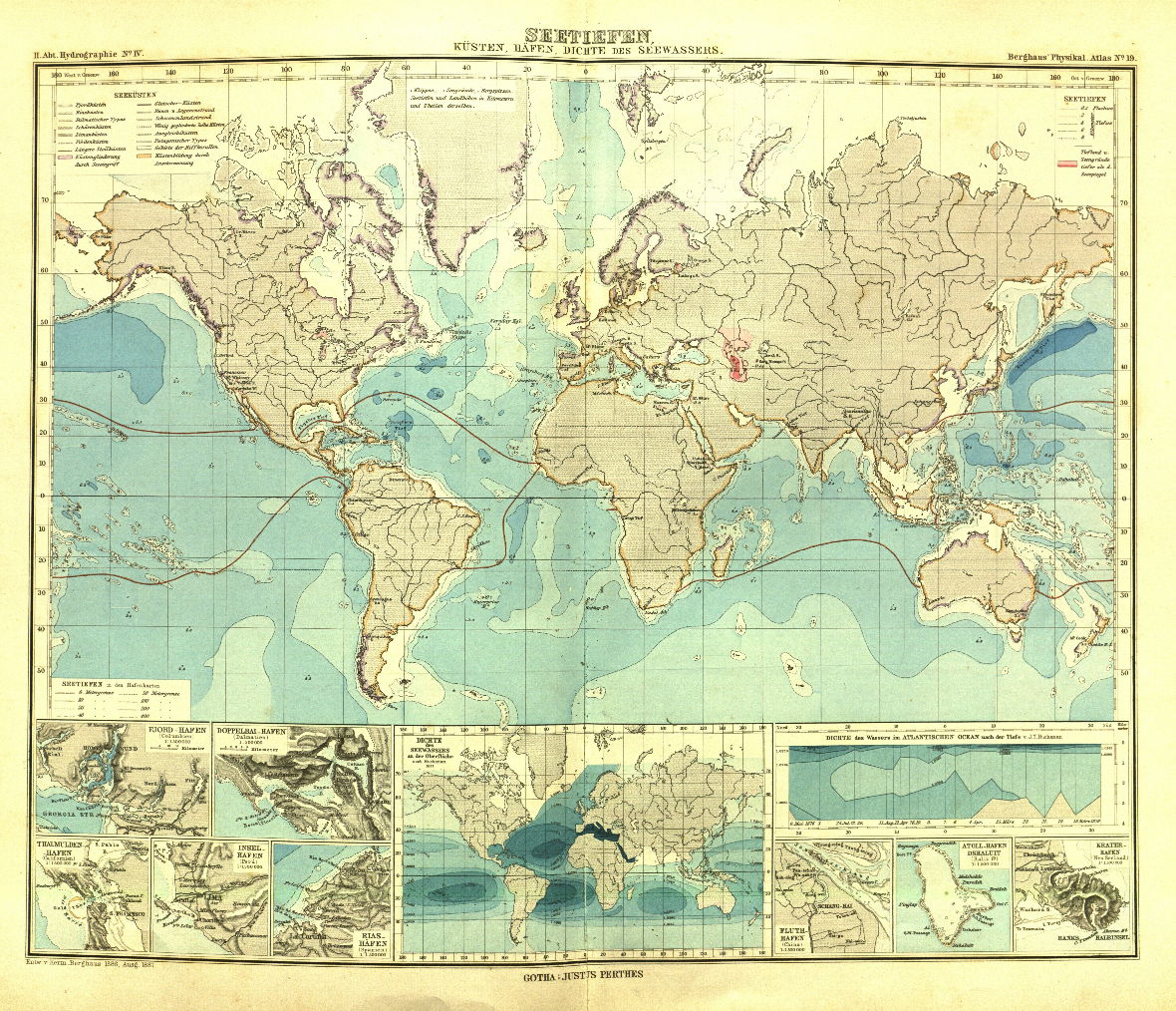
Seetiefen, Küsten, Hafen, Dichte des Seewassers pour l'Atlas der Hydrographie, 1891
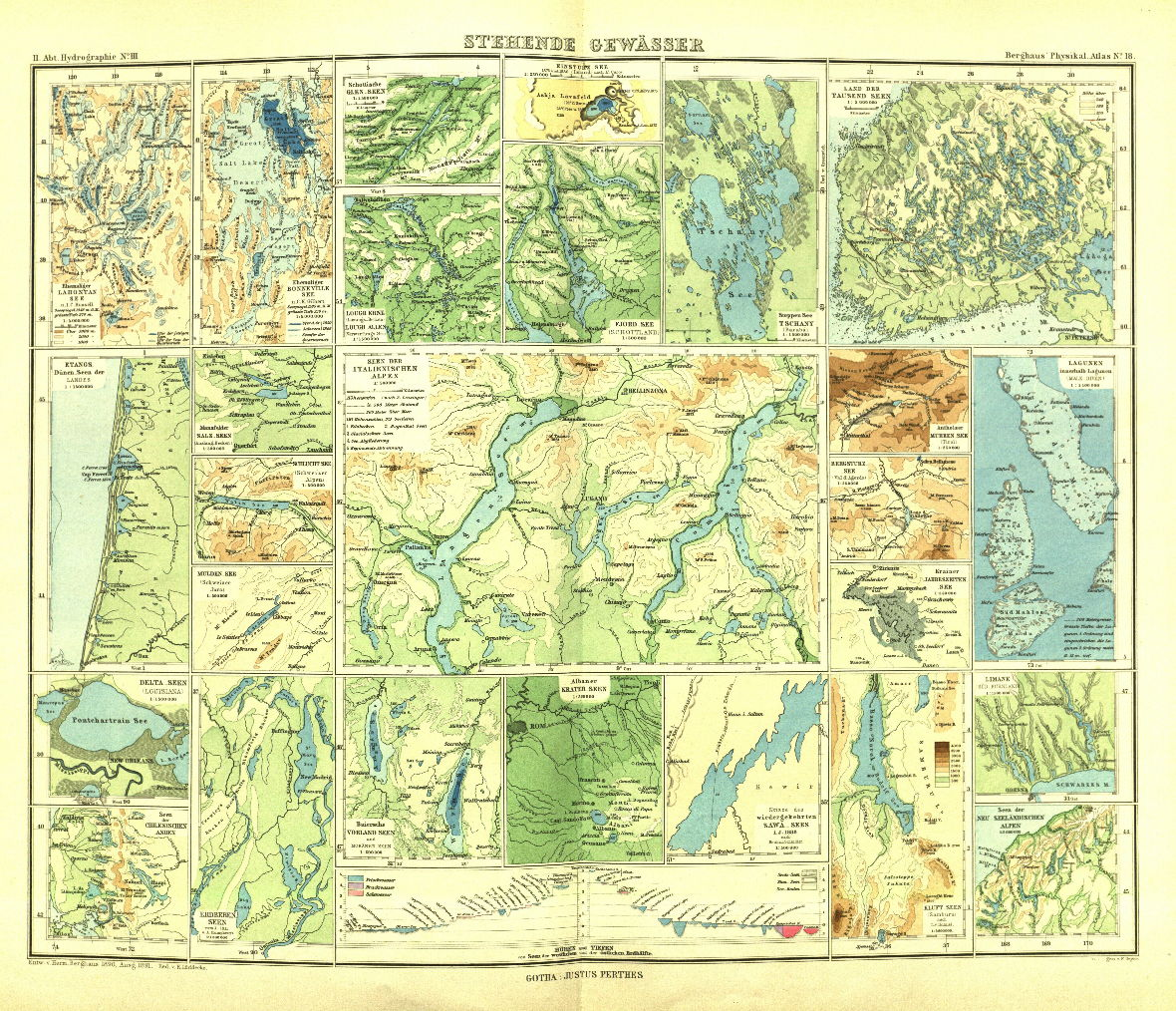
Stehende Gewässer pour l'Atlas der Hydrographie, 1891
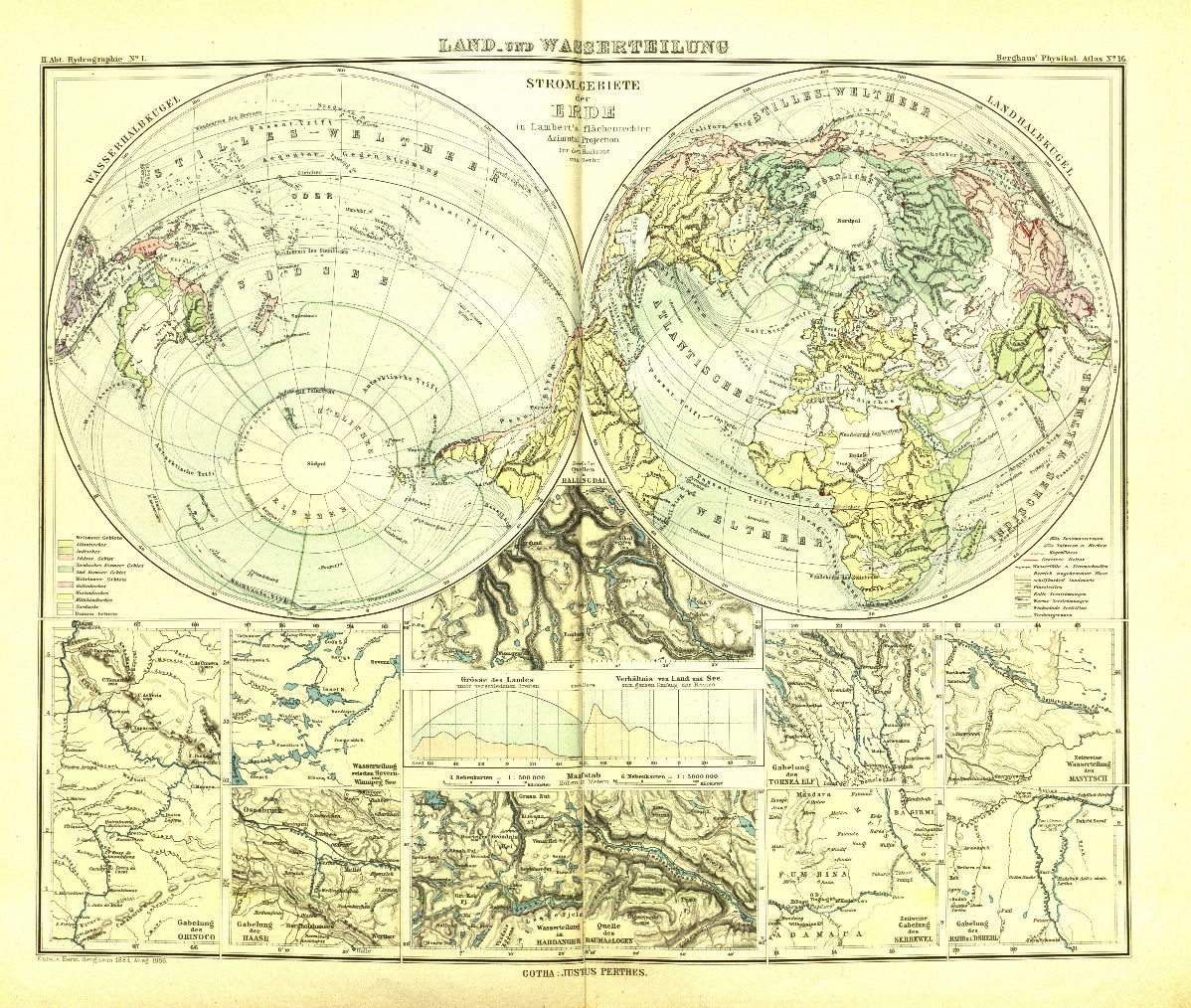
Mittelländisches und Schwarzes Meer pour l'Atlas der Hydrographie, 1891
- Land und Wasserteilung pour l'Atlas der Hydrographie, 1891